# 伊塔波阿
伊塔波阿是巴西圣卡塔琳娜州的一个市镇。总面积257.158平方公里，总人口10719人，人口密度41.7人/平方公里。